# Анджела Стоун
Анджела Стоун (англ. Angela Stone, настоящее имя Мишель Арнольд (англ. Michelle Arnold); род. 29 августа 1981 года, Миннеаполис — 5 апреля 2019, Лос-Анджелес) — американская порноактриса.

## Биография
Анжела ранее работала официанткой в Hooters, в магазине розничной торговли одеждой в торговом центре, а также в строительстве. В порноиндустрию в 2003 году Стоун пришла через работу в клубах стриптизёршей.
Она получила известность благодаря своей эякуляции во время съёмок. Сама Стоун заявила «Я действительно не знала, что могу так эякулировать до того, как начала сниматься в порно». Также принимала участие в эротическом реслинге.
В 2017 году становится владельцем интернет-магазина QueenOfKingsBoutique в Лос-Анджелесе.
Скончалась 5 апреля 2019 года, в возрасте 37 лет.
По данным на 2020 год, Анджела Стоун снялась в 360 порнофильмах.

## Награды и номинации
- 2006 номинация на AVN Award — «лучшая сцена триолизма» — Flower’s Squirt Shower[7]
- 2007 номинация на AVN Award — «самая скандальная сцена секса» — The Great American Squirt Off[8]
- 2009 номинация на AVN Award — «лучшая групповая лесбийская сцена» — Flower’s Squirt Shower 5[9]
- 2009 номинация на AVN Award — «самая скандальная сцена секса» — Squirt Gangbang 2[9]